# تغريد قنديل
تغريد حسن يوسف قنديل، كاتبة أردنية. مواليد إربد - الأردن في 25 حزيران (يونيو) 1967. عضوة في رابطة الكتاب الأردنيين.

## نشأتها وسيرتها
أنهت تغريد قنديل الثانوية العامة في مدرسة عين جالوت بإربد سنة 1985، وحصلت على شهادة البكالوريوس في اللغة الإنجليزية من جامعة اليرموك سنة 1991، ثم شهادة الدبلوم في الإدارة المدرسية من الجامعة نفسها سنة 2004. عملت مدرّسة في وزارة التربية والتعليم (1988-1995)، ومساعدة مديرة (1995-2007)، ثم مديرة مدرسة منذ سنة 2007 في مدرسة فاطمة بنت اليمان الثانوية الشاملة التابعة لمديرية تربية قصبة إربد.

## أعمالها الأدبية
- «أرملة الفرح»، قصص، مطبعة الروزنا، إربد، 1995.
- «غادة البحر»، قصص، دار الفارس، عمّان، 1997.
- نشرت طبعتان جديدتان من قصصها القصيرة عام 1999.

## الجوائز
فازت بمسابقة رابطة الكتّاب الأردنيين لغير الأعضاء في مجال القصة سنة 1985 عن قصتها «من حكايات الوطن». كما فازت بالمسابقة نفسها لعام 1986. حصلت على جائزة ملحق الدستور الثقافي في 1987.

## الوفاة
توفيت الكاتبة قنديل في عام 2019.